# Zellengefängnis Lehrter Straße

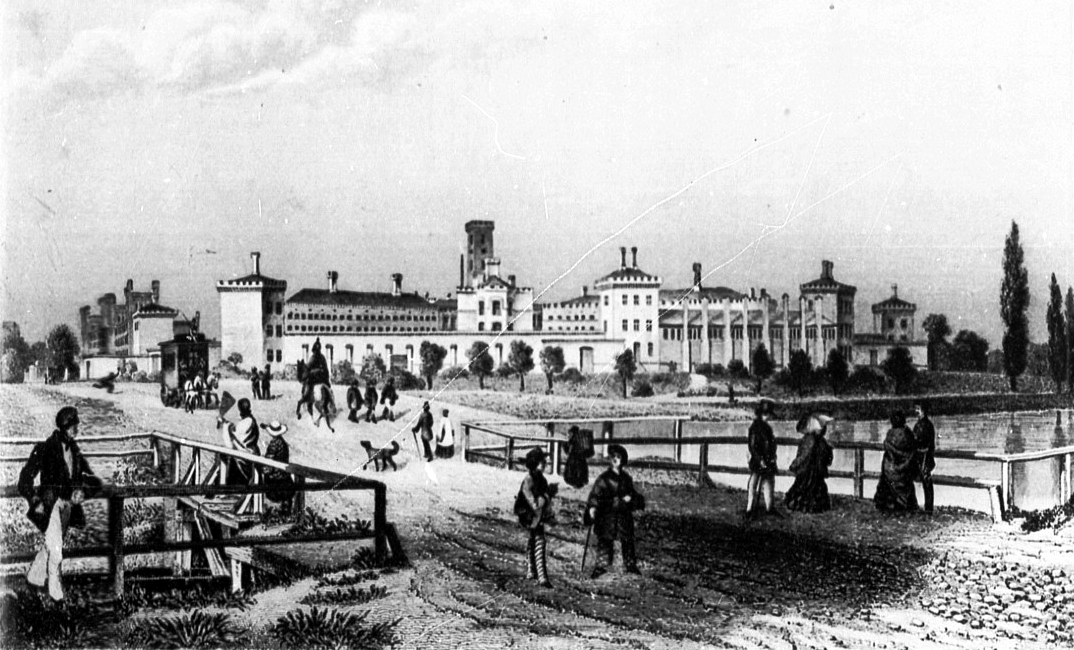
Zellengefängnis, um 1855

Das Zellengefängnis Lehrter Straße, auch Untersuchungshaftanstalt Lehrter Straße, Strafanstalt Moabit oder Zellengefängnis Moabit genannt, war ein Gefängnis an der Lehrter Straße 1–5 im heutigen Ortsteil Moabit des Bezirks Mitte von Berlin. Der Bau wurde in den 1840er Jahren unter König Friedrich Wilhelm IV. als „Preußisches Mustergefängnis Moabit“ errichtet und galt damals als besonders modernes Gefängnis, weil die Gefangenen in Einzelzellen an Stelle der bis dahin üblichen Gemeinschaftszellen untergebracht wurden.
In den Jahren 1957/1958 wurde das Zellengefängnis Lehrter Straße abgerissen. Am 26. Oktober 2006 wurde auf dem Gelände der Geschichtspark Ehemaliges Zellengefängnis Moabit eröffnet.

## Lage

Zellengefängnis Lehrter Straße auf einem Stadtplan von 1884

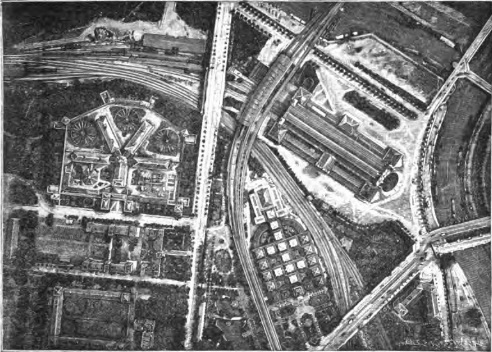
Zellengefängnis auf einem Luftbild (Ausrichtung: Norden links), Juli 1886

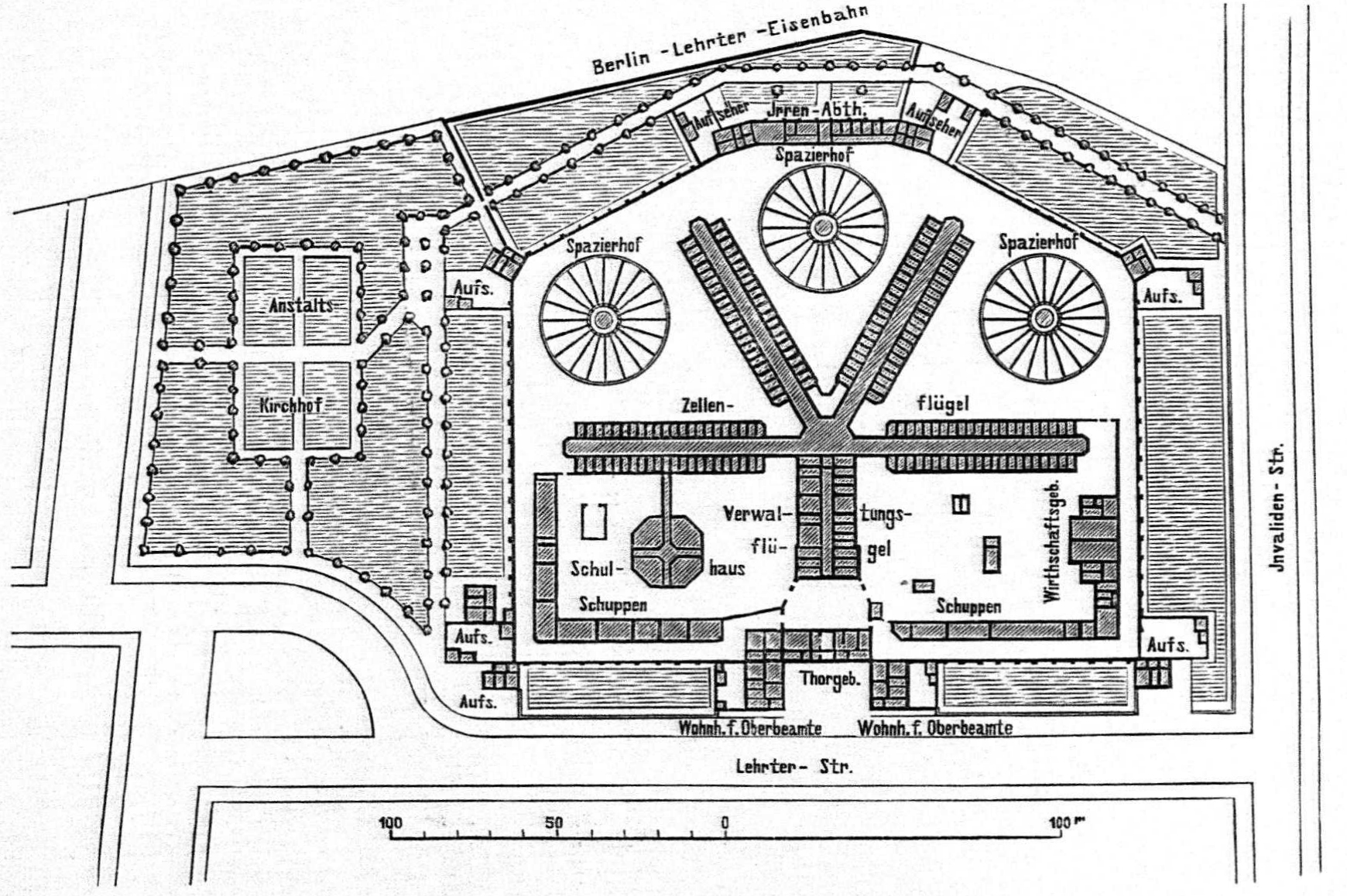
Lageplan von 1896

Das rund sechs Hektar große ehemalige Gefängnisgelände liegt östlich an der Lehrter Straße bei der Einmündung in die Invalidenstraße, in unmittelbarer Nähe des heutigen Berliner Hauptbahnhofs. Zum Gedenken an die Opfer des Nationalsozialismus wurde auf der Verkehrsinsel an der Ecke Seydlitz-/Lehrter Straße ein Gedenkstein aufgestellt, der später in den Eingangsbereich des Gedenkparks versetzt wurde.
Nicht zu verwechseln mit dem Zellengefängnis ist das bis 2012 als Außenstelle (Haus 3) der Justizvollzugsanstalt Plötzensee genutzte ehemalige Wehrmachtgefängnis, Lehrter Straße 61. Auf dem Grundstück Lehrter Straße 60 befand sich außerdem eine Außenstelle des Amtsgerichts Tiergarten. Beide Gebäude stehen seit 2013 leer und werden nicht mehr genutzt.

## Geschichte
Der Planung zum Bau eines Mustergefängnisses war eine Gefängnisreform König Friedrich Wilhelms IV. kurz nach seiner Thronbesteigung vorausgegangen. In der Kabinettsorder vom 26. März 1842 billigte er den Bau des Gefängnisses nach Plänen von Carl Ferdinand Busse als Kopie der britischen Strafanstalt Pentonville bei London. Im Jahr 1849 waren die Arbeiten beendet. Die fünf sternförmig angeordneten Flügel, die jeweils zentral überwachbare Einzelzellen enthielten, eine Kirche, diverse Beamtenwohntürme und ein Gefängnisfriedhof gehörten zu der Anlage.
Bereits vor Fertigstellung des Gesamtbaus wurde 1847 der sogenannte „Polenprozess“ gegen 256 polnische Separatisten geführt, darunter Ludwik Mierosławski. Als Gerichtssaal diente der Kirchenraum. Die im Dezember verkündeten Todes- und Freiheitsstrafen wurden nie vollstreckt und die ersten Häftlinge des Mustergefängnisses nach zwei Monaten entlassen.
Zwischen 1856 und 1860 war der deutsche Jurist Carl Eduard Schück (1804–1873), ein erklärter Anhänger der Einzelhaft nach dem Vorbild der Eastern State Penitentiary in Pennsylvania, Direktor des Gefängnisses.

## Nationalsozialismus und Gestapo-Sonderabteilung
Teile des Zellengefängnisses nutzten ab 1940 sowohl die Wehrmacht als auch die Polizei und seit dem Attentat vom 20. Juli 1944 auch die Gestapo als Untersuchungshaftanstalt. Verdächtige Beteiligte am Widerstand gegen den Nationalsozialismus wurden hier inhaftiert, so zum Beispiel der spätere Bischof Hanns Lilje.
Unmittelbar nach dem Attentat gründete am 21. Juli 1944 der Leiter des Amts IV des Reichssicherheitshauptamts Heinrich Müller die „Sonderkommission 20. Juli“. Von den etwa 400 Mitarbeitern dieser Gestapo-Sonderabteilung waren einige Dutzend im Zellengefängnis Lehrter Straße abgestellt. Die zunächst als Provisorium gedachte Aktion blieb bis Kriegsende als fester Teil des Gefängnisses erhalten. Die Gestapo sorgte unter anderem für verschärfte Haftbedingungen für Sympathisanten des Attentats und erledigte den Transfer der Gefangenen zwischen anderen Gefängnissen und Konzentrationslagern sowie zu den häufig mit Folter verbundenen Verhören im „Hausgefängnis“ der Gestapo im Keller des Gebäudes Prinz-Albrecht-Straße 8. Zahlreiche vom Volksgerichtshof zu hohen Haftstrafen oder zum Tod verurteilte direkt oder indirekt am Umsturzversuch beteiligte Männer verbrachten Zeit im Zellengefängnis.
Zu den von der Sonderabteilung durchgeführten Haftverschärfungsmaßnahmen gehörte das Fesseln der Hände vor dem Bauch tagsüber und hinter dem Rücken über Nacht. Zudem wurden die Beine der Gefangenen nachts mit Ketten an der Wand neben dem Bett fixiert. Nachts blieb eine Lampe an. Sie wurde nur bei Fliegeralarm mit einem Tuch abgedeckt. Dies traf auch auf die Zellen mit Häftlingen zu, die nicht mit dem Attentat in Verbindung standen. Diese durften beim Schlafen die Hände nicht unter die Decke nehmen; die Wärter wollten damit Selbstmordversuche vermeiden. Die Ernährung aller Gefangener in dieser Zeit war katastrophal; manche nahmen innerhalb weniger Monate Haft bis zu 30 Kilogramm ab. Auch die medizinische Versorgung war nicht gewährleistet. Zahlreiche Insassen erkrankten schwer. Der am 20. Juli konspirativ beteiligte Prälat Otto Müller erlitt im Zellengefängnis einen Durchbruch eines Magengeschwürs und verstarb am 12. Oktober 1944 im nahegelegenen Polizeikrankenhaus.
Viele Häftlinge überlebten die Haft nur durch Geschenke von Verwandten und Bekannten. Um die Gefangenen herum bildeten sich Netzwerke von vor allem Frauen, die versuchten, meist über die Bestechung des Wachpersonals, Nahrungsmittel, Medikamente und Bücher zu überbringen.
Unter den im Zellengefängnis Inhaftierten befanden sich mehrere Geistliche aus dem Widerstand, so der Jesuit Augustin Rösch. Eingeliefert am 13. Januar 1945 richtete er, von den Wärtern unentdeckt, Beichten und täglich heilige Messen ein. Die in der Haftanstalt tätigen Kalfaktoren deckten die illegalen katholischen Aktionen. Die Hostien für die Kommunion wurden von zwei Frauen in eigens dafür geschneiderten Leinentäschchen in das Gefängnis geschmuggelt.
Die meisten Sympathisanten des Widerstands warteten im Zellengefängnis auf ihren Prozess vor dem Volksgerichtshof, sie hatten also den Status von Untersuchungshäftlingen und wurden zu ihren vermeintlichen Verbrechen vernommen. Dafür waren zwei Räume in der Nähe des Eingangs vorgesehen, jedoch selten genutzt, denn man transportierte die Häftlinge zur Vernehmung fast immer in das drei Kilometer entfernte Gestapo-Gefängnis. Dort war Folter die Regel, meist durch Schläge, Auspeitschungen, aber auch das Ziehen von Zähnen und Fingernägeln. Der ehemalige Polizeidirektor Paul Hahn berichtete über seine Rückkehr ins Zellengefängnis nach Stunden der Folter durch unter anderem Kriminalrat Herbert Lange:

„Ich wurde per Auto, natürlich gefesselt und unter Bedeckung von zwei SD-Schergen nach der Lehrter Straße gebracht. Als ich dort ankam, sah ich aus den Mienen der mich in Empfang nehmenden Beamten, daß mein Aussehen auffallend war. Mein Gesicht war geschwollen und blutbeschmiert, meine Lippen blutrünstig und aufgeschlagen. Nach der Fesselung für die Nacht, Hände auf dem Rücken, Füße an die Wand angeschlossen, sank ich auf die Pritsche.“

In der Nacht vom 22. zum 23. April 1945 wurden 16 Häftlinge unter dem Vorwand der Freilassung auf das nahegelegene ULAP-Gelände geführt und auf Anordnung von Heinrich Müller ermordet. Die Exekutionen wurden durch 30 SS-Männer unter dem Kommando von Kurt Stawizki per Genickschuss durchgeführt. Unter den Ermordeten befanden sich Klaus Bonhoeffer und Albrecht Haushofer, bei dessen Leiche die im Gefängnis entstandenen Moabiter Sonette gefunden wurden. Der junge Kommunist Herbert Kosney überlebte die Hinrichtung schwer verletzt und konnte später als Augenzeuge berichten. Diese Exekutionen werden als Endphaseverbrechen bezeichnet.
Im Zweiten Weltkrieg wurden die Kirche sowie Teile eines Zellenflügels bei einem britischen Luftangriff in der Nacht des 22. auf den 23. November 1943 ausgebombt. Schwerwiegend waren die Plünderungen der Inneneinrichtung kurz vor Kriegsende am 26. April 1945, einen Tag nach Entlassung der letzten Justizgefangenen. Zwei Tage später erlitt der Gefängnisdirektor, Regierungsrat Oskar Berg, beim Verlassen des Luftschutzkellers einen Herzinfarkt.

## Nach dem Zweiten Weltkrieg
Der Gebäudekomplex wurde von Oktober 1945 bis März 1955 durch die Alliierten als Haftanstalt genutzt. Ende 1946 wurde die einzige Hinrichtungsstätte der Westsektoren eingerichtet. Zwischen Januar 1947 und Mai 1949 fanden dort mindestens zwölf Hinrichtungen statt, darunter jene an den verurteilten „Euthanasie“-Verbrecherinnen Hilde Wernicke und Helene Wieczorek. Die letzte Hinrichtung wurde am 11. Mai 1949 an Berthold Wehmeyer, der im Jahr zuvor wegen Mordes und Vergewaltigung verurteilt worden war, mit der Guillotine durchgeführt.
Nach dem Abriss Ende der 1950er Jahre blieben lediglich Teile der Gefängnismauer und drei Beamtenwohnhäuser erhalten, die heute unter Denkmalschutz stehen. Der Gefängnisfriedhof wurde entwidmet, die Abteilung der Vollzugsbeamten blieb umzäunt erhalten. Der ehemalige Friedhofsteil für die Gefangenen jedoch wurde für eine Kleingartenanlage genutzt. Das Grundstück des Gefängnisses wurde planiert und als Parkplatz für das Poststadion genutzt. Der östliche Teil des Parkplatzes ging 1962 an das Tiefbauamt Tiergarten über, das diesen als Lagerplatz nutzte. Im Jahr 2003 begannen die Arbeiten für den 3,1 Millionen Euro teuren Geschichtspark Ehemaliges Zellengefängnis Moabit. Am 26. Oktober 2006 wurde der Park der Presse präsentiert und der Öffentlichkeit zugänglich gemacht. Am 17. Februar 2007 erhielt das Projekt des Berliner Landschaftsarchitekenbüros Glaßer und Dagenbach einen von zwei ersten Preisen im Bundeswettbewerb des Bundes Deutscher Landschaftsarchitekten für die intensive Auseinandersetzung mit der Geschichte des Ortes, die Zusammenarbeit mit den Anwohnern und die gelungene Gestaltung der Details.

## Prominente Inhaftierte
- Erich Baron (1881–1933), Widerstandskämpfer, Jurist
- Albrecht Graf von Bernstorff (1890–1945), Widerstandskämpfer
- Hasso von Boehmer (1904–1945), Widerstandskämpfer
- Klaus Bonhoeffer (1901–1945), Widerstandskämpfer
- Wolfgang Borchert (1921–1947), Schriftsteller, neun Monate im Jahr 1944
- Eduard Brücklmeier (1903–1944), Widerstandskämpfer
- Ernst Busch (1900–1980), Sänger, Schauspieler und Regisseur (Berliner Ensemble), 1943 in Gestapo-Haft wegen Vorbereitung zum Hochverrat
- Musa Cälil (1906–1944), tatarischer Dichter, 1943/1944 – wegen antifaschistischer Aktivitäten innerhalb der „Tatarischen Legion“
- Walter Cramer (1886–1944), Widerstandskämpfer
- Wilhelm Dieckmann (1893–1944), als Mitverschwörer des 20. Juli 1944 am 13. September 1944 von der Gestapo ermordet
- Hans Karl Fritzsche (1914–1999), Widerstandskämpfer
- Reinhard Goerdeler (1922–1996), Rechtsanwalt und Wirtschaftsprüfer, 13. August 1944 bis 1. März 1945, Sippenhaft als Sohn von Carl Friedrich Goerdeler
- Karl Ludwig Freiherr von und zu Guttenberg (1902–1945), Widerstandskämpfer
- Eduard Hamm (1879–1944), Jurist und Politiker der DDP
- Albrecht Haushofer (1903–1945), Geograf, Hochschullehrer, Publizist, Schriftsteller (Dezember 1944 bis 22./23. April 1945) – wegen Verdachts der Beteiligung an der Verschwörung gegen Hitler
- Max Hödel (1857–1878), wegen des Attentats auf Kaiser Wilhelm I. hingerichtet
- Leo Jogiches (1867–1919), Gefährte Rosa Luxemburgs, 1919 ermordet
- Hans John (1911–1945), Widerstandskämpfer
- Ewald-Heinrich von Kleist-Schmenzin (1922–2013), Widerstandskämpfer
- Georg Ledebour (1850–1947) und Karl Radek (1885–1939), wegen Teilnahme am Spartakusaufstand
- Curt Letsche (1912–2010), Widerstandskämpfer, 1940 zeitweise in diesem Gefängnis, später Verleger und Schriftsteller
- Karl Liebknecht (1871–1919), nach Teilnahme an Antikriegsprotesten 1916
- Erich Mühsam (1878–1934), Schriftsteller, Publizist und Antimilitarist, 27./28. Februar 1933 bis Frühjahr 1933 – wegen Agitation gegen den Nationalsozialismus
- Josef Müller (1898–1979), Politiker, kath. Widerstand
- Wilhelm zur Nieden (1878–1945), Widerstandskämpfer
- Gustav Noske (1868–1946), Politiker, 1945 – wegen Verdachts der Beteiligung an der Verschwörung gegen Hitler
- Georg-Sigismund von Oppen (1923–2008), Widerstandskämpfer
- Friedrich Justus Perels (1910–1945), Widerstandskämpfer
- Rüdiger Schleicher (1895–1945), Widerstandskämpfer
- Ernst Schneppenhorst (1881–1945), Widerstandskämpfer
- Wilhelm Staehle (1877–1945), Widerstandskämpfer
- Gerd von Tresckow (1899–1944), Widerstandskämpfer
- Edgar von Uexküll (1884–1952), Widerstandskämpfer
- Friedrich Wilhelm Voigt (1849–1922), Schuhmacher, 1866–1869 (der spätere „Hauptmann von Köpenick“) – wegen Fälschung von Postanweisungen zu zwölf Jahren Haft verurteilt
- Berthold Wehmeyer (1925–1949), letzter Delinquent in Berlin (hingerichtet am 11. Mai 1949)

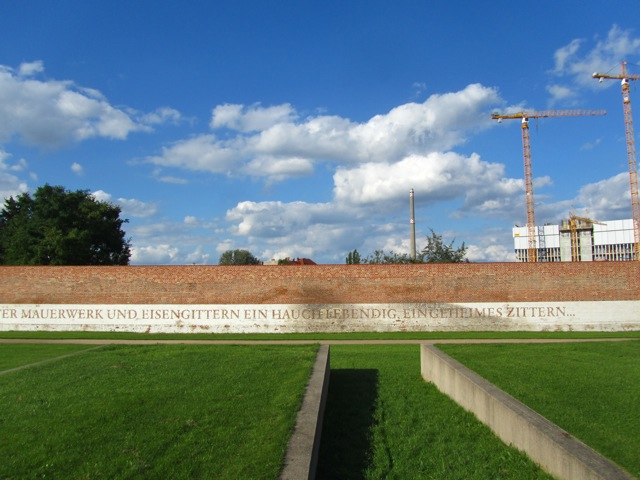
„Geschichtspark Ehemaliges Zellengefängnis Moabit“
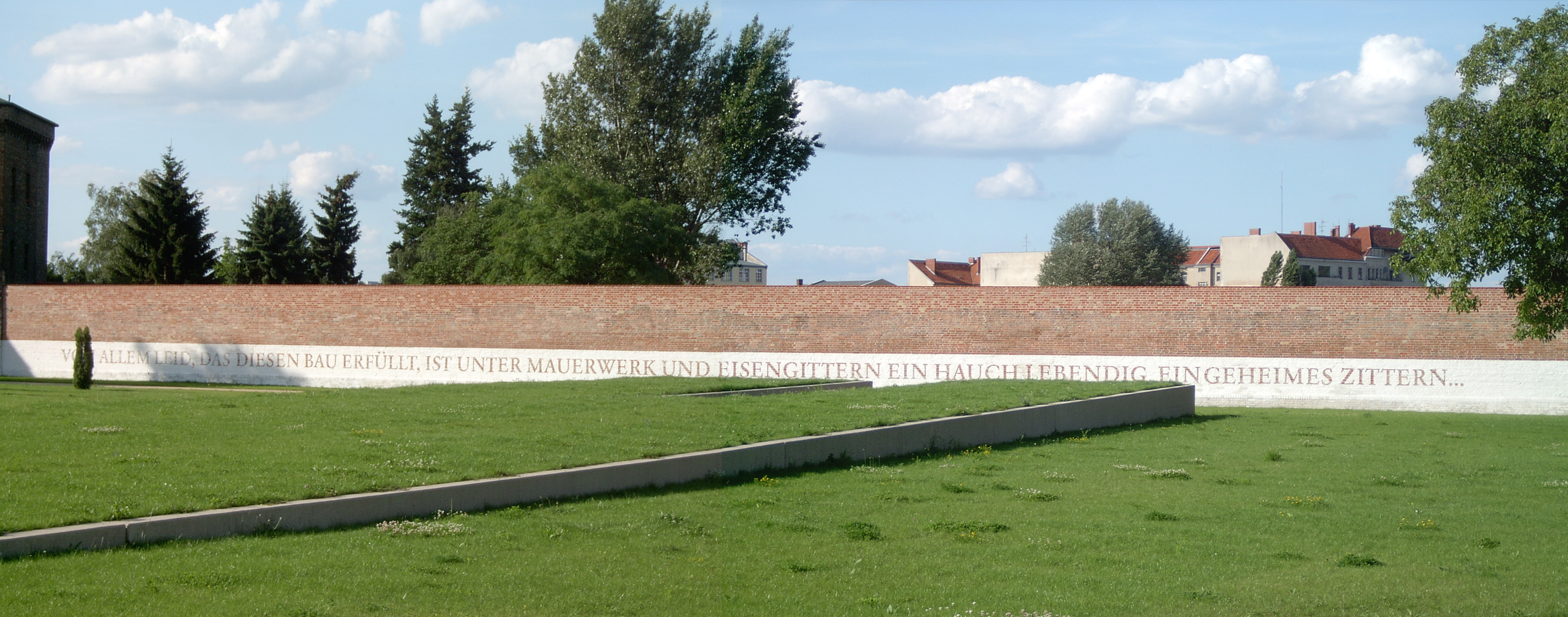
Zitat aus Albrecht Haushofers Moabiter Sonetten
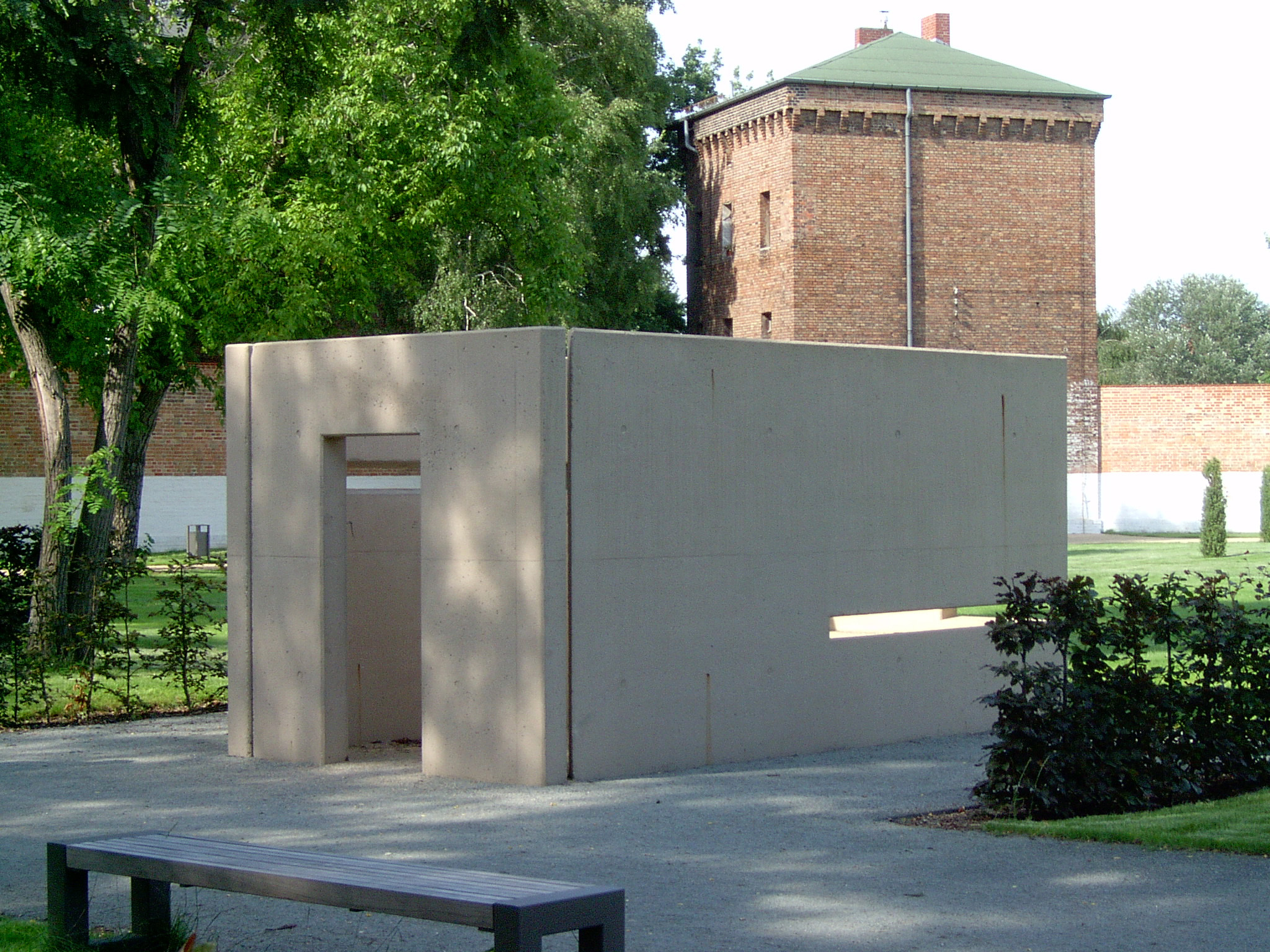
Symbolische Zelle
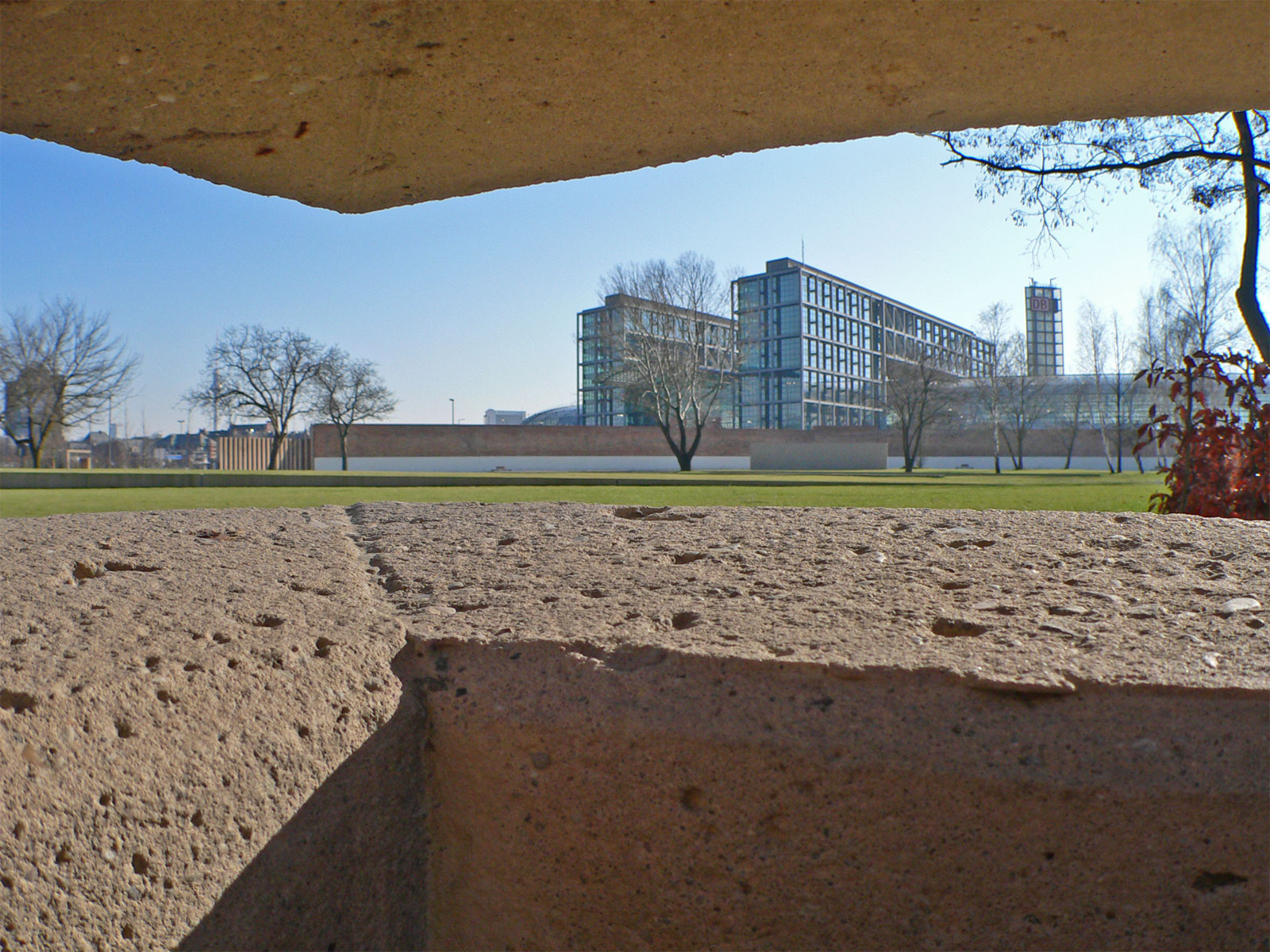
Blick aus einer stilisierten Gefängniszelle über den Park
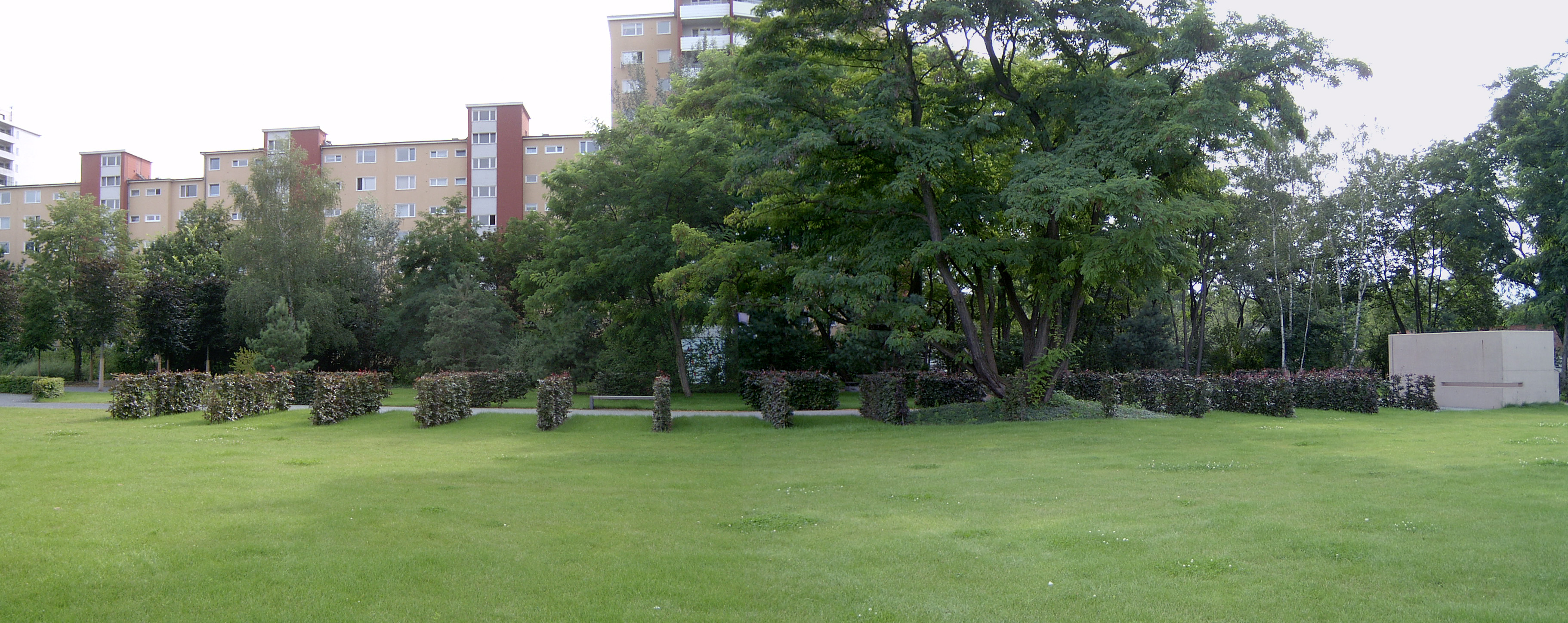
Panorama des Traktes A (Nord) mit Wohnhaus
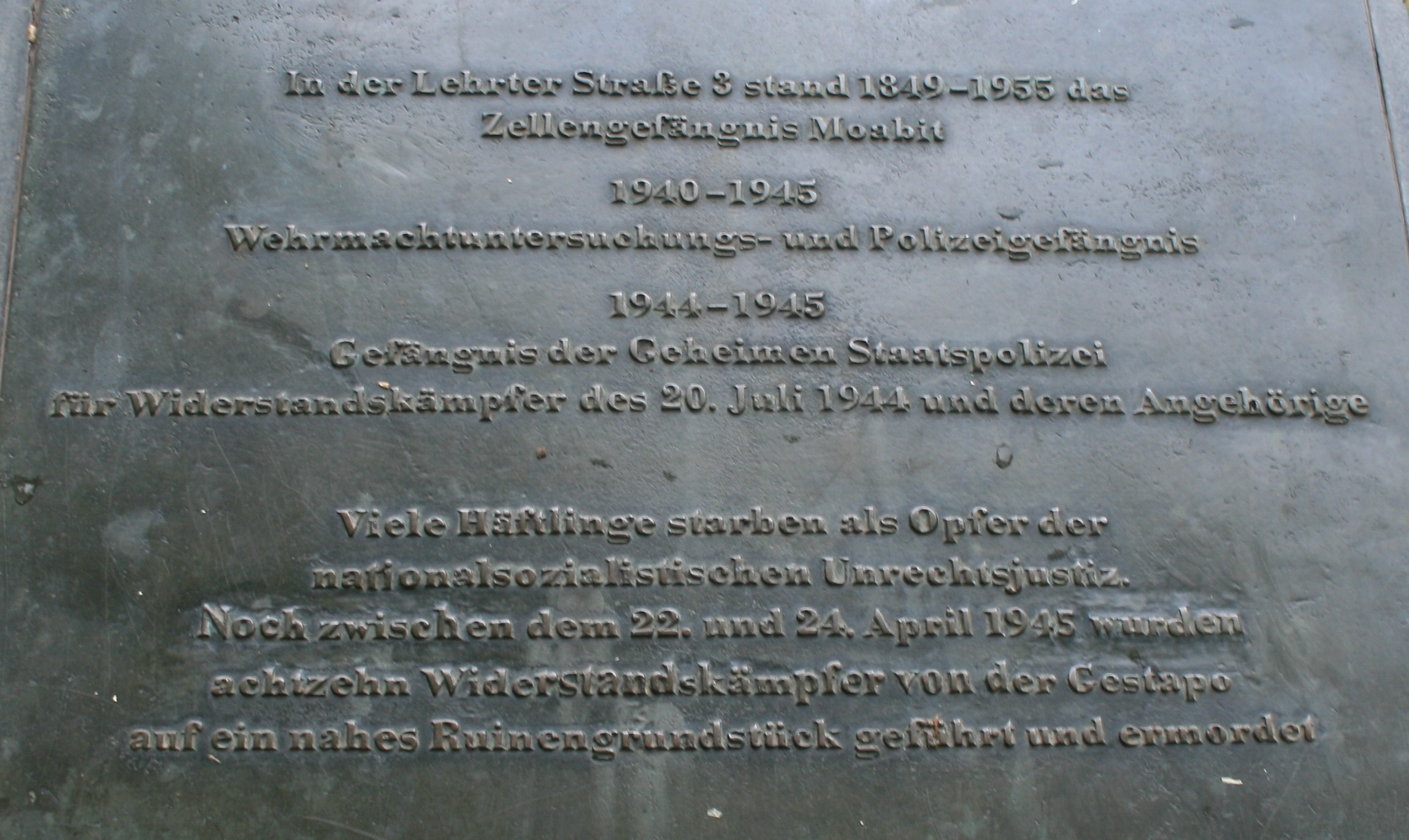
Gedenktafel für die NS-Opfer, Lehrter Straße 5

## „Im Dreieck springen“
Der beim Bau realisierte Gedanke, Gefangene durch Einzelzellen voneinander zu isolieren, setzte sich auch beim Hofgang fort: Das Gefängnis verfügte über drei kreisrunde „Spaziergelände“ mit einem Durchmesser von 40 Metern, die in jeweils 20 kleinen Einzelhöfen in Form von Kreissektoren dreieckig aufgeteilt waren. Diese waren mit Mauern voneinander getrennt, von denen zwar der freie Himmel, sonst aber keine Umgebung und insbesondere keine anderen Gefangenen zu sehen waren. Die Redensart „Im Dreieck springen“, für unbändigen Zorn oder Aufregung, wird dieser Anlage im Zellengefängnis Lehrter Straße zugeschrieben.